# كأس النمسا 1998–99
كأس النمسا 1998–99 (بالألمانية: Österreichischer Fußball-Cup 1998/99)‏ هو موسم من كأس النمسا. أشرف على تنظيمه اتحاد النمسا لكرة القدم، وفاز فيه شتورم غراتس.